# Svratka (râu)
Svratka (pronunție în cehă [ˈsvratka]; în germană Schwarzach) este un râu din Cehia, un afluent de stânga al râului Thaya. Curge prin regiunile Vysočina și Moravia de Sud, inclusiv prin orașul Brno. Are o lungime de 168,5 kilometri (104,7 mi), al 9-lea cel mai lung râu din Republica Cehă. Bazinul său hidrografic are o suprafață de 7.115,6 kilometri pătrați (2.747,3 mi2).

## Etimologie
Potrivit unei teorii, numele său provine din verbul protoslav vort (vrátit în ceha modernă), care are sensul de „a se întoarce”. Semnifică „un râu care se întoarce” (adică un râu șerpuitor). 
O altă teorie spune că numele a fost derivat din germanul Swarta, care însemna „apă neagră”. Uneori, râul era denumit colocvial Švarcava sau Švorcava.

## Caracteristici

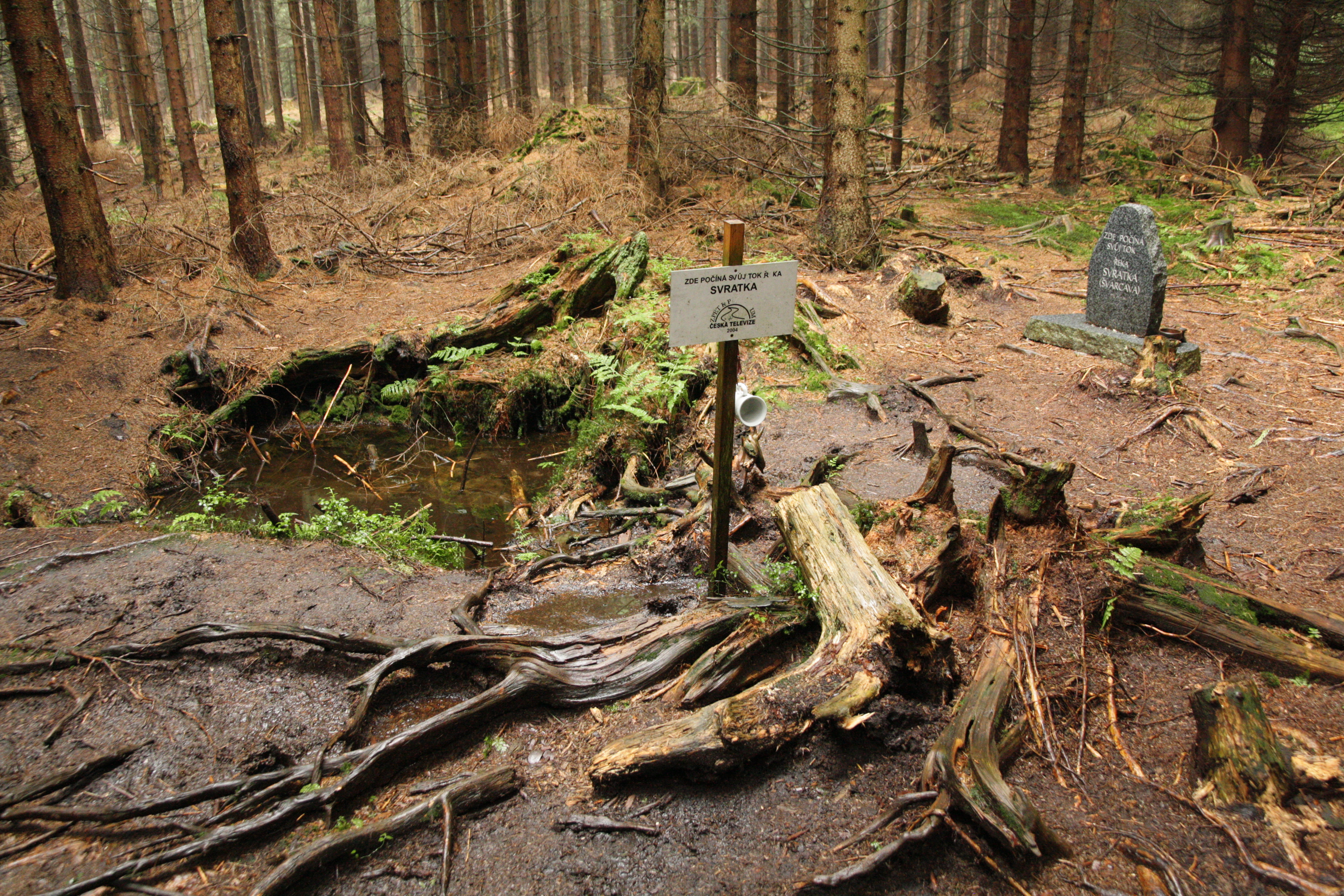
Izvorul Svratka

Svratka își are izvorul în teritoriul comunei Cikháj⁠(d) din Munții Svratka Superioară, la o altitudine de 772 m (2.533 ft) și curge către lacurile de acumulare Nové Mlýny. Se varsă în râul Thaya în Dolní Věstonice⁠(d) la o altitudine de 163 m (535 ft). Are o lungime de 168,5 kilometri (104,7 mi), al 9-lea cel mai lung râu din Republica Cehă. Bazinul său hidrografic are o suprafață de 7.115,6 kilometri pătrați (2.747,3 mi2).
Cei mai lungi afluenți ai râului Svratka sunt: 
| Nume afluent | Lungime (km) | Afluent de |
| ------------ | ------------ | ---------- |
| Jihlava      | 180,8        | dreapta    |
| Svitava      | 98,4         | stânga     |
| Bobrůvka     | 62,6         | dreapta    |
| Litava       | 58,6         | stânga     |
| Bobrava      | 37.6         | dreapta    |
| Bílý potok   | 36,0         | dreapta    |
| Šatava       | 32,0         | dreapta    |
| Nedvědička   | 30.2         | dreapta    |
| Bystřice     | 26.2         | dreapta    |
| Hodoninka    | 24.4         | stânga     |
| Lubě         | 24.1         | stânga     |
| Fryšávka     | 23.8         | dreapta    |

## Așezări

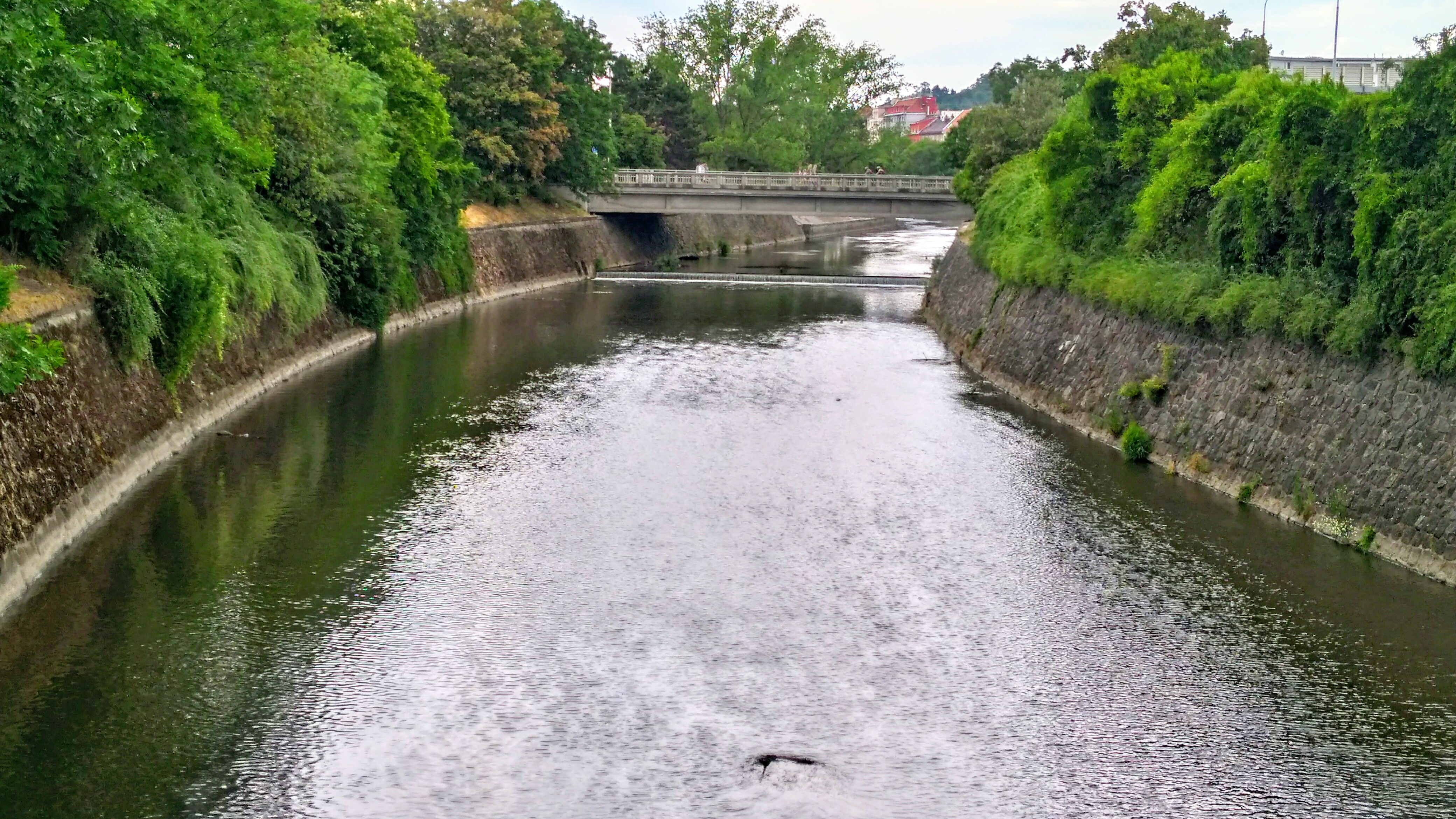
Svratka în Brno

Cea mai notabilă așezare de pe râul Svratka este orașul Brno, aici Svitava se varsă în râu. Râul curge prin următoarele comune: Cikháj⁠(d), Herálec⁠(d), Svratka⁠(d), Křižánky⁠(d), Březiny⁠(d), Krásné⁠(d), Spělkov⁠(d), Telecí⁠(d), Borovnice⁠(d), Jimramov⁠(d), Strachujov⁠(d), Unčín⁠(d), Dalečín⁠(d), Chlum-Korouhvice⁠(d), Vír⁠(d), Koroužné⁠(d), Štěpánov nad Svratkou⁠(d), Ujčov⁠(d), Nedvědice⁠(d), Černvír⁠(d), Doubravník⁠(d), Borač⁠(d), Štěpánovice⁠(d), Tišnov⁠(d), Veverská Bítýška⁠(d), Brno, Modřice⁠(d), Rajhrad⁠(d), Židlochovice⁠(d), Nosislav⁠(d), Velké Němčice⁠(d), Vranovice⁠(d), Pouzdřany⁠(d), Ivan și Dolní Věstonice⁠(d).
Pe tronsonul dintre Březiny și Borovnice, râul formează granița dintre regiunile Vysočina și Pardubice. Pe tronsonul dintre Herálec și Jimramov, râul formează și granița dintre ținuturile istorice ale Boemiei și Moraviei.

## Corpuri de apă
Pe râul Svratka au fost construite rezervoarele Brno (259 ha (640 acri)), Vír I (224 ha (550 acri)) și Vír II (13 ha (32 acri)). Cel mai mare corp de apă din zona bazinului este rezervorul Dalešice, cu o suprafață de 463 ha (1.140 acri), care este construit pe râul Jihlava. 
În zona bazinului hidrografic al râului Svratka se găsesc 4.942 de corpuri de apă.

## Economie
Svratka este unul dintre cele mai populare râuri pentru turismul fluvial. Două dintre secțiunile sale sunt navigabile. Secțiunea superioară este navigabilă doar în timpul dezghețului de primăvară și după ploi abundente. Secțiunea inferioară depinde de deversarea rezervoarelor Vír I și Vír II.
Un scurt canal de slalom a fost construit între Vír I și Vír II.